# Grótta
Grótta est une petite île d'Islande.

## Géographie
Grótta se trouve dans la Faxaflói, à l'extrémité de la péninsule de Seltjarnarnes, non loin des villes de Seltjarnarnes et de Reykjavik. À marée basse, elle est reliée à l'île d'Islande par un isthme de 300 mètres de long appelé Gróttugrandi.
Un phare y a été construit en 1897 puis rénové en 1947.

## Protection
Grótta est protégée par une réserve naturelle de cinq hectares de superficie créée en 1984 comprenant l'île en elle-même, l'isthme qui la relie à l'île d'Islande ainsi que les eaux environnantes.